# Emsa
Emsa est une entreprise allemande, fondée en 1949 à Greven et depuis 1956 basée à Emsdetten. 

## Histoire
Son nom est inspiré par la rivière Ems.
La maison fabrique des articles ménagers, surtout une large gamme d’ustensiles de cuisine, et art de la table, entre autres des essoreuses à salade et des boites hermétiques. 
Emsa fait régulièrement de tests pour optimiser la fonctionnalité de chaque produit.
En 2016, elle est achetée par le groupe français SEB.